# Matvey Zubov
Matvey Zubov (né le 22 janvier 1991) est un coureur cycliste russe.

## Palmarès sur route

### Par années
- 2009
  - 2e étape de la Course de la Paix juniors
  - 2e du championnat de Russie sur route juniors
  - 10e du championnat du monde du contre-la-montre juniors
- 2010
  - 2e étape de l'Udmurt Republic Stage Race
  - 2e du championnat de Russie sur route espoirs
- 2011
  - Bordeaux-Saintes
  - 2e du championnat de Russie sur route espoirs
  - 3e d'Annemasse-Bellegarde et retour
- 2015
  - 4e étape des Cinq anneaux de Moscou
- 2016
  - Volkswagen Cyprus Cycling Tour :
    - Classement général
    - 2e étape
- 2017
  - 2e étape du Volkswagen Cyprus Cycling Tour
  - 2e étape des Cinq anneaux de Moscou
  - 2e du Volkswagen Cyprus Cycling Tour

### Classements mondiaux
| Année           | 2010 | 2011  | 2012 | 2013 | 2014 |
| --------------- | ---- | ----- | ---- | ---- | ---- |
| UCI Africa Tour | 163e |       |      |      |      |
| UCI Europe Tour |      | 1087e |      |      | 638e |

## Palmarès sur piste

### Championnats du monde
- Le Cap 2008 (juniors)
  -  Médaillé d'argent de la poursuite par équipes juniors
- Moscou 2009 (juniors)
  -  Champion du monde de poursuite par équipes juniors  (avec Konstantin Kuperasov, Viktor Manakov et Ivan Savitskiy)
  -  Médaillé de bronze de la course aux points juniors

### Championnats d'Europe
- Anadia 2012
  -  Champion d'Europe de poursuite par équipes espoirs (avec Nikolay Zhurkin, Ivan Savitskiy et Viktor Manakov)